# Championnats d'Europe de judo 2013
Navigation
Édition précédente Édition suivante
Les Championnats d'Europe de judo 2013 se déroulent du 25 au 28 avril 2013 à Budapest en Hongrie.

## Tableau des médailles
Le tableau des médailles officiel ne prend pas en compte les deux compétitions par équipes.
| Rang  | Nation      | Or | Argent | Bronze | Total |
| ----- | ----------- | -- | ------ | ------ | ----- |
| 1     | France      | 4  | 1      | 7      | 12    |
| 2     | Géorgie     | 3  | 3      | 1      | 7     |
| 3     | Russie      | 2  | 2      | 2      | 6     |
| 4     | Slovénie    | 2  | 1      | 1      | 4     |
| 5     | Pays-Bas    | 1  | 2      | 1      | 4     |
| 6     | Hongrie     | 1  | 0      | 2      | 3     |
| 7     | Tchéquie    | 1  | 0      | 0      | 1     |
| 8     | Autriche    | 0  | 1      | 1      | 2     |
| -     | Belgique    | 0  | 1      | 1      | 2     |
| 10    | Croatie     | 0  | 1      | 0      | 1     |
| -     | Roumanie    | 0  | 1      | 0      | 1     |
| -     | Suisse      | 0  | 1      | 0      | 1     |
| 13    | Israël      | 0  | 0      | 2      | 2     |
| -     | Turquie     | 0  | 0      | 2      | 2     |
| 15    | Allemagne   | 0  | 0      | 1      | 1     |
| -     | Espagne     | 0  | 0      | 1      | 1     |
| -     | Kosovo      | 0  | 0      | 1      | 1     |
| -     | Lettonie    | 0  | 0      | 1      | 1     |
| -     | Lituanie    | 0  | 0      | 1      | 1     |
| -     | Portugal    | 0  | 0      | 1      | 1     |
| -     | Royaume-Uni | 0  | 0      | 1      | 1     |
| -     | Ukraine     | 0  | 0      | 1      | 1     |
| Total | Total       | 14 | 14     | 28     | 56    |

## Podiums

### Individuels femmes
| Épreuves                          | Or                         | Argent                      | Bronze                                               |
| --------------------------------- | -------------------------- | --------------------------- | ---------------------------------------------------- |
| Moins de 48 kg poids super-légers | Éva Csernoviczki Hongrie   | Charline Van Snick Belgique | Ebru Şahin Turquie Laëtitia Payet France             |
| Moins de 52 kg poids mi-légers    | Natalia Kuzyutina Russie   | Andreea Chițu Roumanie      | Laura Gómez Ropiñón Espagne Majlinda Kelmendi Kosovo |
| Moins de 57 kg poids légers       | Automne Pavia France       | Sabrina Filzmoser Autriche  | Telma Monteiro Portugal Irina Zabludina Russie       |
| Moins de 63 kg poids mi-moyens    | Clarisse Agbegnenou France | Marta Labazina Russie       | Yarden Gerbi Israël Tina Trstenjak Slovénie          |
| Moins de 70 kg poids moyens       | Kim Polling Pays-Bas       | Linda Bolder Pays-Bas       | Bernadette Graf Autriche Laura Vargas-Koch Allemagne |
| Moins de 78 kg poids mi-lourds    | Lucie Louette France       | Ana Velenšek Slovénie       | Abigél Joó Hongrie Marhinde Verkerk Pays-Bas         |
| Plus de 78 kg poids lourds        | Lucija Polavder Slovénie   | Émilie Andéol France        | Belkıs Zehra Kaya Turquie Iryna Kindzerska Ukraine   |

### Individuels hommes
| Épreuves                          | Or                             | Argent                       | Bronze                                              |
| --------------------------------- | ------------------------------ | ---------------------------- | --------------------------------------------------- |
| Moins de 60 kg poids super-légers | Amiran Papinashvili Géorgie    | Ludovic Chammartin Suisse    | Artiom Arshansky Israël Ashley McKenzie Royaume-Uni |
| Moins de 66 kg poids mi-légers    | Lasha Shavdatuashvili Géorgie  | Kamal Khan-Magomedov Russie  | Dimitri Dragin France David Larose France           |
| Moins de 73 kg poids légers       | Rok Drakšič Slovénie           | Nugzari Tatalashvili Géorgie | Pierre Duprat France Zebeda Rekhviashvili Géorgie   |
| Moins de 81 kg poids mi-moyens    | Avtandil Tchrikishvili Géorgie | Tomislav Marijanović Croatie | Joachim Bottieau Belgique Loïc Piétri France        |
| Moins de 90 kg poids moyens       | Kirill Denisov Russie          | Varlam Liparteliani Géorgie  | Karolis Bauža Lituanie Kirill Voprosov (cs) Russie  |
| Moins de 100 kg poids mi-lourds   | Lukáš Krpálek Tchéquie         | Henk Grol Pays-Bas           | Jevgeņijs Borodavko Lettonie Cyrille Maret France   |
| Plus de 100 kg poids lourds       | Teddy Riner France             | Adam Okruashvili Géorgie     | Barna Bor Hongrie Jean-Sébastien Bonvoisin France   |

### Par équipes
- l’astérisque précède les noms des judokas qui n'ont pas combattu en finale mais en demi-finale ou en quart de finale. Pour les médailles de bronze, seuls les cinq athlètes ayant combattu pour l'obtention de ces médailles sont notés.

| Épreuves | Or | Argent | Bronze |
| -------- | --- | --- | --- |
| Femmes   | Pays-Bas Birgit Ente Sanne Verhagen Anicka van Emden Edith Bosch Marhinde Verkerk * Linda Bolder Edith Bosch                         | France Priscilla Gneto Automne Pavia Clarisse Agbegnenou Fanny Posvite Lucie Louette * Emilie Andeol                           | Russie Yulia Ryzhova Irina Zabludina Marta Labazina Margarita Gurtsieva Anastasia Dmitrieva Allemagne Sappho Coban Mareen Kraeh Martyna Trajdos Laura Vargas Koch Luise Malzahn |
| Hommes   | Géorgie Lasha Shavdatuashvili Zebeda Rekhviashvili Advantil Tchrikishvili Varlam Liparteliani Adam Okruashvili * Nugzar Tatalashvili | Russie Mikhail Pulyaev Musa Mogushkov Sirazhudin Magomedov Grigory Sulemin Renat Saidov * Zelimkhan Ozdoev Magomed Nazhmudinov | Ukraine Georgii Zantaraia Sergiy Drebot Vitaliy Dudchyk Quedjau Nhabali Dmytro Luchyn Allemagne Sebastian Seidl Rene Schneider Sven Maresch Marc Odenthal Robert Zimmermann     |